# Емил Антоан Бурдел
за остале употребе погледајте Бурдел (вишезначна одредница)
Емил Антоан Бурдел (фр. Émile Antoine Bourdelle; Монтобан, 30. октобар 1861 — Ле Везин, 1. октобар 1929), француски вајар и педагог.

## Дело
У доби од 24 година, освојио је стипендију на Школи лепих уметности у Паризу. Бурделови вајарски радови су еволуирали до импресионистичких радова и главни извор инспирације су му били архаичне грчке скулптуре. Карактерише га чврста скулптура и осећање за ритам. Био је ученик Родена и уживао његово признање. 1924. године је добио орден Легије части. 
Био је покопан на гробљу Монпарнас у Паризу.
Током времена је освојио велику препознатљивост својих дела и под његовим водством васпитао је многе вајаре из целог света. Познати српски скулптор академик проф. др Сретен С. Стојановић (1898—1960), био је управо његов студент.

## Ученици
Међу студентима Бурдела истичу се посебно: 
- Танасис Апартис, Грчка
- Самјуел Кашван, Украјина/САД
- Пабло Куратела Манес, Аргентина
- Бени Ференци, Мађарска
- Алберто Ђакомети, Швајцарска
- Анџела Грегори, САД
- Ото Гутфројнд, Чехословачка
- Брор Хјорт, Шведска
- Рене Ише, Француска
- Раул Жосе, Француска/САД
- Емил Лахнер, Мађарска
- Аристид Мејо, Француска
- Вадим Мелер, Украјина
- Бенчо Обрешков, Бугарска
- Дадли Прат, САД
- Вирџинија Клафлин Прат, САД
- Жермен Ришије, Француска
- Марија Елена Вијеира да Силва, Португал
- Сретен Стојановић, Србија
- Џозефина де Васконселос, Велика Британија
- Хелен Вилсон, САД
- Теодорс Залкалнс, Литванија

## Галерија
- Емил Антоан Бурдел Велика Пенелопа бронза 1912.
- Емил Антоан Бурдел Жан Огист Доминик Енгр
- Емил Антоан Бурдел портрет у бронзи-Гистав Ајфел
- Емил Антоан Бурдел- Монументална скулптура генерала Карлоса - Аргентина